# 도쿄 모터쇼

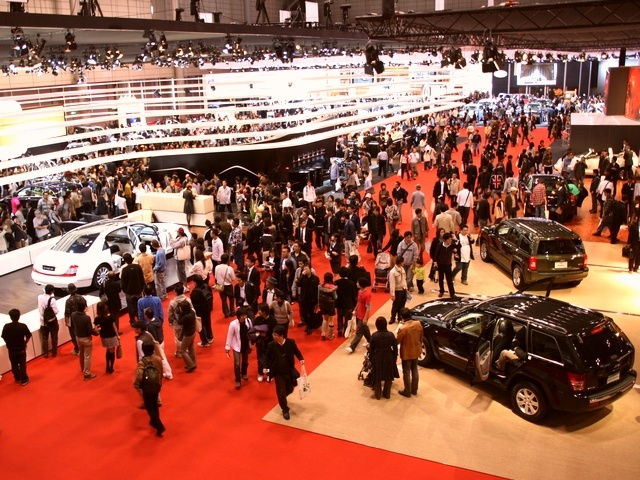
2007년 도쿄 모터쇼

도쿄 모터쇼(일본어: 東京モーターショー, 영어: Tokyo Motor Show)는 자동차에 대한 최신 기술과 디자인에 대한 정보를 소개하는 일본의 박람회로, 주최는 일본 자동차 공업회가 한다.